# Netelia uchidai
Netelia uchidai är en stekelart som beskrevs av Kaur och Jonathan 1979. Netelia uchidai ingår i släktet Netelia och familjen brokparasitsteklar. Inga underarter finns listade i Catalogue of Life.